# Ölsnitz (Saale)
Die Ölsnitz, auf dem längsten Teil ihres Laufes auch Untreubach genannt, ist ein 14 km langer Bach im nordöstlichen Oberfranken im Landkreis Hof und zuletzt in der kreisfreien Stadt Hof, der nach einem meist östlichen bis nordöstlichen Lauf beim Stadtteil Moschendorf von links in die obere Saale mündet.

## Geographie

### Verlauf
Der Ölsnitz entsteht auf etwa 618 m ü. NHN wenig nördlich des Dorfrandes von Almbranz, das zur Stadt Helmbrechts gehört, fließt zur Dorfmitte und wendet sich dann ostwärts. Gleich nach der Ortsgrenze unterquert der Bach die A 9, auf deren anderen Seite nun im Gemeindegebiet von Konradsreuth er wenig später nach der Einöde Ringlasmühle in ein größeres Waldgebiet eintritt, in dem der wohl für den anderen Namen Untreubach namengebende Untreuwald am rechten Ufer liegt. Nachdem er den links liegenden Neuweiher und einen kleineren Teich am linken Ufer passiert hat, fließt aus dem Nordwesten aus dem Waldgewann Gebhart der linke Forellenbach zu.
Gleich danach öffnet sich die Talaue unter weiter bewaldeten Hängen zu einer schmalen Wiesenflur. Die St 2461 quert den Bach, von dem danach linksseits ein Kanal zum Konradsreuther Weiler Maschinenhaus abgeht, vor dessen Rücklauf kurz nach dem Ort von rechts ein südwestlicher und ein südlicher Zufluss einmünden. Unterhalb von Maschinenhaus kehrt sich der Bach an einem weiteren rechten Zufluss auf nurmehr 539 m ü. NHN abrupt nach Norden, nun steht nur noch spärlich Wald an den Hängen. Die Ölsnitz passiert die am linken Hang liegende Einöde Schallersreuth und erreicht zu Füßen des Steins mit seiner bis in 570 m ü. NHN ragenden Felskuppe den Weiler Steinmühle von Konradsreuth, das selbst etwas ferner an den Hängen des von Nordnordwesten dort zulaufenden Schloßbachs gebaut ist.
Die Ölsnitz biegt dort um die Kuppe des Steins nach Osten um und die St 2461 begleitet sie nun bis etwas nach dem Dorf Martinsreuth links auf dem Talgrund, um sie dann durch das Seitental des wieder von Nordwesten zulaufenden Bärengrünbachs wieder zu verlassen. Nachdem die Ölsnitz noch die letzte Einöde Glänzlamühle von Konradsreuth passiert hat, tritt sie unter dort meist wieder bewaldeten Hängen mit einer nach Norden ausholenden Talschlinge ins Gebiet der kreisfreien Stadt Hof ein. Sie passiert die ebenfalls an einem nach links abgehenden Mühlkanal liegende Eppenreuther Mühle und fließt danach auf 500 m ü. NHN in den großen Stausee Untreusee ein, der zwei Kilometer lang und bis über einen halben Kilometer breit ist. Die von diesem erfüllte Talmulde östlich des Hofer Stadtteils Eppenreuth verläuft dort nordwärts.
Nach dem Staudamm hat die auf etwa 486 m ü. NHN wieder zutage tretende Ölsnitz nur noch anderthalb Kilometer östlichen Laufs vor sich, auf denen sie die St 2177 unterquert und im Stadtteil Moschendorf die B 15 berührt. Auf 497 m ü. NHN mündet sie dann von links und gegenüber dem Hauptort der Gemeinde Döhlau in die obere Saale, an deren Ostufer dort die Stadtgrenze von Hof verläuft.
Die Ölsnitz mündet also nach einem 14,3 km langen Weg mit mittlerem Sohlgefälle von etwa 9,7 ‰ rund 139 Höhenmeter unterhalb ihres Ursprungs.

### Einzugsgebiet
Das Einzugsgebiet der Ölsnitz ist 37,3 km² groß und liegt, naturräumlich gesehen, auf der Münchberger Hochfläche des Thüringisch-Fränkischen Mittelgebirges. Am höchsten ist es mit beidesmal 660 m ü. NHN auf zwei Höhenkuppen auf der Wasserscheide wenig westlich von Helmbrechts-Almbrenz und wenig westlich von Konradsreuth-Walburgisreuth. Das Gebiet hat einen größeren Anteil von offener Flur als von Wald mit neben Äckern relativ vielen Wiesen. Es verteilt sich auf die Stadt Helmbrechts mit dem geringsten Gebietsanteil im Westen, die Gemeinde Konradsreuth mit dem größten am Mittellauf und dem nicht kleinen von Hof am Unterlauf.
Reihum grenzen die Einzugsgebiet der folgenden Nachbargewässer an:
- im Nordwesten entwässert der Göstrabach zur Saale etwas abwärts von Hof
- im Nordosten konkurriert der kleinere Otterbach, der wenig abwärts der Ölsnitz in Hof die Saale speist;
- im Südosten hat die Saale nur kurze konkurrierende Zuflüsse oberhalb der Ölsnitz;
- im Süden reihen sich die Teileinzugsgebiete der immer weiter flussaufwärts in die Saale mündenden Zuflüsse Porschnitz, Posterlitzbach und Ulrichsbach aneinander;
- der Abfluss jenseits der westlichen und nordwestlichen Wasserscheide gelangt über den Edlendorfer Bach, den Rauschenbach und zuletzt und vor allem den Rothenbach zur Selbitz, die weit abwärts erst im Thüringischen die Saale speist.

### Zuflüsse und Seen
Von der Quelle zur Mündung. Auswahl
- Passiert den Neuweiher links am Lauf
- Forellenbach, von links und Nordwesten an Beginn der Wiesenaue auf dem Gemeindegebiet von Konradsreuth
- (Bach aus Richtung Schwarzenfurth), von links
- → (Abgang des Mühlkanals nach Maschinenhaus), nach links nach Querung der St 2461
- Rosengartenbächlein, von rechts und Südwesten in die Ölsnitz selbst
- Zelligbächlein, von rechts und Süden in die Ölsnitz kurz vor Maschinenhaus
- ← (Rücklauf des Mühlkanals nach Maschinenhaus), von links am Ort
- Kolmettsbach, von rechts und Südosten
- Schloßbach, von links und Nordnordwesten bei Konradsreuth-Steinmühle
- Bärengrünbach, von links und Nordwesten nach Konradsreuth-Martinsreuth
- Leonhardsbach, von rechts und Südwesten nach Konradsreuth-Glänzlamühle an der Hofer Stadtgrenze
- Pepperlesbach, von links und Nordwesten
- →← (Abgang und Rücklauf des Mühlkanals zur Eppenreuther Mühle), nach und von links
- Durchfließt den Untreusee

### BayernAtlas („BA“)
Amtliche Online-Gewässerkarte mit passendem Ausschnitt und den hier benutzten Layern: Lauf und Einzugsgebiet der Ölsnitz

Allgemeiner Einstieg ohne Voreinstellungen und Layer: BayernAtlas der Bayerischen Staatsregierung (Hinweise)
1. 1 2  Höhe abgefragt auf dem Hintergrundlayer Amtliche Karte (Rechtsklick).
2. ↑  Höhe nach schwarzer Beschriftung auf dem Hintergrundlayer Amtliche Karte.

### Gewässerverzeichnis Bayern („GV“)
1. ↑  Länge nach: Gesamttabelle des Gewässerverzeichnisses Bayern des Bayerischen Landesamtes für Umwelt (XLS, 10,3 MB)
2. ↑  Einzugsgebiet nach: Gesamttabelle des Gewässerverzeichnisses Bayern des Bayerischen Landesamtes für Umwelt (XLS, 10,3 MB)

### Sonstige
1. ↑  Stammdaten und Statistik zum Pegel Moschendorf/Ölsnitz, abgefragt am 14. September 2022 auf: Hochwassernachrichtendienst des Bayerischen Landesamtes für Umwelt (Hinweise)